# Guerra parto-armenia
La Guerra parto-armenia (87 a 85 a. C.) hace referencia a la campaña que los ejércitos de Tigranes el Grande desplegaron victoriosamente sobre el norte de Mesopotamia (en manos de los partos) y los reinos de Osroene y Atropatene, que prometieron lealtad y apoyo a Tigranes. A raíz de este triunfo, muchos gobernantes y reyes empezaron a referirse a Tigranes como el gran rey de reyes a causa de su riqueza y poder.

## Antecedentes
Tras la derrota de Artavasdes I, el joven príncipe fue enviado como rehén a Partia, llevando una como vida. Tigranes fue liberado por Mitrídates II cuando el trono armenio quedó vacante con la muerte de Tigranes I (95 a. C.), a cambio Tigranes tuvo que ceder territorio a Partia:

La fortuna experimentada por Tigranes fue variada, en un principio fue huésped de los partos y, aunque luego obtuvo el priviliegio de volver a casa, ellos recibieron como recompensa setenta valles en Armenia que conquistaba su abuelo Artaxias
Estrabón 11.14.15

Tigranes debía el trono a Mitrídates II, al mismo tiempo la fuerza militar de Partia impedía cualquier intento armenio de desembarazarse de la influencia parta, por lo que durante esto años se mantuvo en un segundo plano respecto a sus relaciones con el Imperio parto. Tras la muerte de Mitrídates II de Partia en el 91 a. C., Tigranes mantuvo la alianza con sus vecinos llegando, incluso, a casar a una de sus hijas, Arzayate con el rey Gotarces I, hijo y sucesor de Mitrídates II. Tigranes ayudó a su yerno en su lucha contra el usurpador Sinatruces, quien se había rebelado en el 93 a. C. contra el poder central.
Sin embargo cuando Gotarces I murió en el 87 a. C. un posible hijo de Mitrídates II, Mitrídates III, usurpó el trono que correspondía a Orodes I, hijo de Gotarces y Arzayate; Tigranes aprovechó la situación para atacar a Partia.
Estrabón lo narra así:

"Cuando tuvo el poder, recuperó esos setenta valles y devastó el país de los partos, el territorio alrededor de Nínive y Arbela. Sujetó a su autoridad Media Atropatene, [...] y por la fuerza de las armas obtuvo posesión del resto de Mesopotamia y, tras cruzar el Éufrates, de Siria y Fenicia.
Estrabón 11.14.16

## Consecuencias
Armenia salió vencedor de esta guerra aprovechando la debilidad de Partia, acuciada por las luchas por la sucesión al trono que sacudía el país vecino desde el año 93 a. C.
Los reinos de Osroene y Atropatene prometieron lealtad y apoyo a Tigranes el Grande. Tigranes tomó el título de rey de reyes, título anteriormente ostentado por el monarca parto, y que poseyó hasta el final de su vida.